# Lagginhorn
Lagginhorn är ett berg i Schweiz. Det ligger i distriktet Visp och kantonen Valais, i den södra delen av landet. Toppen på Lagginhorn är 4 010 meter över havet.
Den högsta punkten i närheten är Weissmies, 4 023 meter över havet, sydväst om Lagginhorn. Närmaste samhälle är Saas-Grund, väster om Lagginhorn. 
Trakten runt Lagginhorn består i huvudsak av kala bergstoppar och isformationer.
Nedanför bergets topp samlas firn som sedan bildar glaciärer kring Lagginhorn. Från Saas-Grund på västra sidan byggdes en linbana till bergsmassivet där Lagginhorn ingår som har sin toppstation vid 3100 meter över havet. Den första bestigningen utfördes 26 augusti 1856 av Edward Levi Ames från England med guiderna Franz-Josef Andenmatten och Johann Josef Imseng samt andra expeditionsdeltagare.